# 邱凱偉
邱凱偉（英語：Darren Chiu，1976年12月18日—），臺灣男藝人、演員、歌手，暱稱Darren，曾以李杰為藝名。父親邱漢文為屏東整脊名家，經營中藥行，有一個姊姊和一個妹妹，在家中排行第二；民進黨立委邱議瑩為其堂姊。曾是主持人吳宗憲旗下「憲憲家族」成員，後在歌手周杰倫的促成之下與楊常青組成音樂團體浪花兄弟發行唱片。2013年以台視電視劇《親愛的，我愛上別人了》周尚恩一角走紅，之後持續參與戲劇演出。除了演戲、唱歌及藝術設計外，擅長街舞、滑板、配音、模仿藝人，曾模仿康康、柯有倫、劉畊宏等。2021年以《我的婆婆怎麼那麼可愛》奪下第56屆金鐘獎戲劇節目男配角獎。

## 戲劇作品

### 電視劇
| 首播時間               | 電視台             | 劇名                                   | 角色                    | 備註                                                        |
| 2004                   | 公視               | 《人生劇展—一顆子彈》                  |                         |                                                             |
| 2005                   | 東森戲劇台         | 《》                                   | 孫勝                    |                                                             |
| 2006.05.14             | 衛視中文台         | 《驚異傳奇— 第一單元：意外的訪客》     | 凱文                    |                                                             |
| 2006                   | 衛視中文台         | 《驚異傳奇－惡魔的肖像》               | 魯份                    |                                                             |
|                        |                    | 《劍道愛》                             |                         | 2007年拍攝。                                                |
| 2008.10.03－2009.03.13 | 台視/三立都會台    | 《波麗士大人》                         | 鍾諾文（Norman）        | 三立電視製作，台視首播。播出時間為週五22:00-00:00，共24集。 |
| 2010.02.05－06.18      | 華視               | 《熊貓人》                             | Darren                  |                                                             |
|                        |                    | 《我在回忆里等你》                     |                         | 陸劇，湖南衛視出品，2011年拍攝。                            |
| 2011.05.07－07.16      | 公視               | 《瑰寶1949》                           | 楊哲羲                  |                                                             |
| 2011.11.11、2012.03.23 | 三立台灣台         | 《愛。回來》                           | 梁志偉                  |                                                             |
| 2011.12.18－2012.04.01 | 民視               | 《華麗的挑戰》                         | 不破尚（配音）          |                                                             |
| 2012.01.17－2012.01.19 | 三立都會台         | 《真愛找麻煩》                         | 黃子昂                  |                                                             |
| 2012.04.06－07.13      | 台視               | 《半熟戀人》                           | 程少宇                  |                                                             |
| 2013.06.28－10.04      | 台視               | 《親愛的，我愛上別人了》               | 周尚恩                  |                                                             |
| 2014.01.19             | 緯來電影台         | 《便利人生》                           | 林文彬                  |                                                             |
| 2014.02.11－05.26      | 三立都會台         | 《女人30情定水舞間》                   | 林偉中                  |                                                             |
| 2014.10.19             | 中視               | 《謊言遊戲》                           | 文森                    |                                                             |
| 2015.01.04－03.29      | 中視               | 《鋼鐵之心》                           | 高明                    |                                                             |
| 2015.05.07－07.21      | 台視               | 《春梅》                               | 宮本剛 後改名為梅田誠生 |                                                             |
| 2016.02.24－05.31      | 三立都會台         | 《大人情歌》                           | 何孝權                  |                                                             |
| 2016.05.14             | 公視               | 《滾石愛情故事— 第十二單元：愛的代價》 | 小況                    |                                                             |
| 2016.11.23－2017.02.15 | 台視               | 《700歲旅程》                          | 李榕桉                  |                                                             |
| 2017.08.27－09.10      | 中視               | 《稍息立正我愛你》                     | 王晉文                  |                                                             |
| 2018                   | 公視               | 《生死接線員》                         |                         |                                                             |
| 2020.6.6－10.24        | 公視               | 《我的婆婆怎麼那麼可愛》               | 蘇秉忠                  |                                                             |
| 2020.7.31              | 三立台灣台         | 《羅雀高飛》                           | 林家駿                  |                                                             |
| 2020                   | CCTV-8/爱奇艺/优酷 | 《小娘惹》                             | 陳盛                    |                                                             |
| 2021.01.27             | 大愛電視台         | 《姊姊向前衝》                         | Jason                   |                                                             |
| 2021                   | 愛奇藝             | 《靈魂擺渡·南洋傳說》                  | 一郎                    |                                                             |
| 2021                   | TVBS歡樂台         | 《女力報到－男人止步2》                | 曹凱司                  |                                                             |
| 2021                   | TVBS歡樂台         | 《女力報到－愛的故事》                 | 曹凱司                  | 客串                                                        |
| 2021                   | 愛奇藝             | 《勇敢的心2》                          | 东村敏郎                |                                                             |
| 2022                   | 愛奇藝             | 《仙琦小姐許願吧》                     | 林遠                    |                                                             |
| 2022                   | 大愛電視台         | 《你好，我是誰？》                     | 黃承泰                  |                                                             |
| 2023年                 | 華視/公視台語台    | 《婚姻結業式2》                        | 夏家禾                  |                                                             |
| 2023年                 | 公視/八大戲劇台    | 《最佳利益2－決戰利益》                | 余照新                  |                                                             |
| 2023年                 | 公視/八大戲劇台    | 《最佳利益3－最終利益》                | 余照新                  |                                                             |
| 2023年                 | 東森戲劇台         | 《W劇場：沒有你依然燦爛》              | 邱世健                  |                                                             |
| 2024年                 | 公視               | 《我的婆婆怎麼那麼可愛2》              | 蘇秉忠                  |                                                             |
| 2024年                 | 大愛電視台         | 《血·拾人生》                          | 黃威翰                  |                                                             |
| 2025年                 | 公視               | 《化外之醫》                           | 卓律師                  |                                                             |
| 2025年                 | 騰訊視頻           | 《獅城山海》                           | 詹姆斯                  |                                                             |
| 2025年                 | 大愛電視台         | 《院長爸爸》                           | 徐榮源                  |                                                             |
| 2025年                 | 大愛電視台         | 《日日好食光》》                       |                         |                                                             |
| 2026年                 |                    | 《向流星許願的我們》                   |                         |                                                             |
| 2026年                 | 客家電視台         | 《都市開基祖》                         | 羅志峰                  |                                                             |

### 電影
| 上映時間   | 劇名                         | 角色               | 備註                                                                      |
| 2006.11.03 | 《心靈之歌》                 | 李桐哲             | 2005年拍攝。                                                              |
|            | 《灰色地帶》                 |                    | 2006年拍攝。                                                              |
| 2008       | 《麻將至尊王》               | 麻將麵             |                                                                           |
| 2009       | 《Z046》                     | GEORGE             | 短片。                                                                    |
| 2010       | 《天黑》                     |                    | 短片。                                                                    |
| 2011.02.03 | 《魔髮奇緣》                 | 費林．雷德（配音） | 迪士尼動畫。為男主角配音，男主角本名為尤金．費茲柏特。                    |
| 2013.03.22 | 《港都》                     | 陸崇孝             | 2011年拍攝，原名為《港都2012》。                                          |
| 2013.07.11 | 《天台》                     | 方旭威（威少）     |                                                                           |
| 2013.07.19 | 《世界第一麥方》             | 阿洸師傅           |                                                                           |
| 2016.09.10 | 《鬥艷》                     | 沈時寬             | 中國大陸電影。2013年拍攝；2015年出版馬來西亞版DVD；2016年於中國大陸上映。 |
| 2018.07.12 | 《切小金家的旅館》           | 切小金的父親       |                                                                           |
| 2022.01.28 | 《我吃了那男孩一整年的早餐》 | 項逸達             |                                                                           |
| 2023.01    | 《我的婆婆怎麼把OO搞丟了》   | 蘇秉忠             |                                                                           |

## 音樂作品

### 專輯
- 2010.03.16與楊常青以音樂團體浪花兄弟發行首張同名國語專輯《浪花兄弟》

### 單曲
| 時間   | 歌曲           | 備註 |
| 2011   | 瑰寶           | 國語歌曲，浪花兄弟與袁詠琳合唱，公視2011年電視劇《瑰寶1949》片頭曲，收錄於 《The Crew樂酷．概念合輯》。                     |
| 2011   | 痛了才懂       | 國語歌曲，浪花兄弟合唱，公視2011年電視劇《瑰寶1949》插曲，收錄於 《The Crew樂酷．概念合輯》。                               |
| 2011   | I'm Ok         | 國語歌曲，浪花兄弟與楊瑞代合唱，收錄於《The Crew樂酷．概念合輯》。                                                          |
| 2012   | 好強           | 國語歌曲，台視2012年電視劇《半熟戀人》片尾曲，收錄於《半熟戀人 電視原聲帶》， 數位專輯，未發行實體版。                      |
| 2013   | 港都           | 台語及國語歌曲，改編自經典台語歌曲〈港都夜雨〉。2013年電影《港都》主題曲，收錄於 《港都 電影原聲帶》。                      |
| 2013   | 快門慢舞       | 國語歌曲，與李心艾合唱，2013年電影《天台》插曲，收錄於《天台 電影原聲帶》。                                                 |
| 2013   | 世界第一麥方   | 台語歌曲，與黃鐙輝、高盟傑合唱，2013年電影《世界第一麥方》主題曲，收錄於 《世界第一麥方 電影原聲帶》。                      |
| 2014   | Here We Go     | 國語歌曲，台視2014年電視劇《流氓蛋糕店》片頭曲。                                                                            |
| 2015   | 兄弟還記得嗎   | 國語歌曲，與柯有倫合唱，中視2015年電視劇《鋼鐵之心》插曲，數位單曲。                                                        |
| 2015   | 愛越遠越重     | 台語歌曲，台視2015年電視劇《春梅》插曲，收錄於《春梅 電視原聲帶》。                                                         |
| 2015   | 愛你一個人     | 台語歌曲，台視2015年電視劇《春梅》插曲，收錄於《春梅 電視原聲帶》。                                                         |
| 2020年 | 《阿無莫》     | 電視劇《我的婆婆怎麼那麼可愛》片頭曲-傅薇、高蕾雅、魯庭雨、孔晨羽、水君、王暹康、鍾欣凌、許傑輝、邱凱偉、王少偉、楊銘威演唱 |
| 2020年 | 《有一種秘密》 | 國語歌曲，原創音樂歌舞短片《奇幻書店》主題曲-邱凱偉、閻奕格演唱                                                             |

### MV
| 首播時間 | 歌手／歌曲               | 備註                                                         |
| 2005     | 周杰倫＆梁心頤〈珊瑚海〉 | 歌曲收錄於周杰倫2005年專輯《11月的蕭邦》。                   |
| 2007     | 康康〈自責〉             | 歌曲收錄於康康2007年專輯《灰色調》。                         |
| 2007     | 康康〈離開了〉           | 歌曲收錄於康康2007年專輯《灰色調》。                         |
| 2007     | 康康〈你我他〉           | 歌曲收錄於康康2007年專輯《灰色調》。                         |
| 2008     | 康康〈一拜天地〉         | 歌曲收錄於康康2008年專輯《灰色．續曲》。                     |
| 2008     | 周杰倫〈蘭亭序〉         | 歌曲收錄於周杰倫2008年專輯《》。                             |
| 2010     | 周杰倫〈雨下一整晚〉     | 歌曲收錄於周杰倫2010年專輯《跨時代》。                       |
| 2011     | 周杰倫〈迷魂曲〉         | 歌曲收錄於周杰倫2011年專輯《驚嘆號》。                       |
| 2011     | 周杰倫〈世界未末日〉     | 歌曲收錄於周杰倫2011年專輯《驚嘆號》。                       |
| 2012     | 周杰倫〈紅塵客棧〉       | 歌曲收錄於周杰倫2012年專輯《十二新作》。                     |
| 2014     | 周杰倫〈算什麼男人〉     | 女主角為林依晨。歌曲收錄於周杰倫2014年專輯《哎呦，不錯哦》。 |
| 2015     | 周杰倫〈天涯過客〉       | 歌曲收錄於周杰倫2014年專輯《哎呦，不錯哦》。                 |

## 廣告代言
- 2006年 毛寶洗衣槽專用去污劑電視廣告[9]（臺灣）
- 2006年 康師傅泡麵電視廣告[10]（臺灣）
- 速博ADSL電視廣告[11]（臺灣）
- 黑松沙士電視廣告（臺灣）
- 2010年 浪花兄弟擔任美國棉（COTTON USA）年度廣告代言人[12]（臺灣）
- 2013-2014年 與李心艾一同代言Efun遊戲平台「神鵰俠侶」手機遊戲、拍攝電視廣告[13]（臺灣、香港）
- 2013年 與袁詠琳一同拍攝奧迪汽車Q3廣告（中國大陸）
- 2013年 台灣大哥大華為薄美機 Ascend P6電視廣告[14]（臺灣）
- 2013年 「台灣展翅協會」公益大使（臺灣）
- 2014年 THE 89包包品牌代言人[15]（臺灣）
- 2015年 台灣大哥大復原者手機／平板保固維修服務電視廣告[16]（臺灣）

## 藝術及廣告設計
- 2006年 《我們都應該知道—認識聯合國兒童權利公約》[17]繪本插畫
- 2006年 創意設計展—個人作品Qpee系列展出
- 2006年 何嘉仁美語美術指導
- 蠻牛掐死英語教學書籍
- Adidas shoes Design
- 2010年《浪花兄弟》同名專輯包裝設計
- CONTINUED品牌設計師/主理人
- FDI品牌創意設計總監
- PLAYINDUSTRY t-shirt design
- Kswiss合作設計Qpee塗鴉鞋款
- 2011年 康康EP《不如使力》[18]插畫設計；〈不如使力〉[19]、〈妳和我一樣愛妳〉[20]MV繪圖
- 2011年 角度—浪花兄弟雙個展[21]（台北當代藝術館）
- 2011年 《The Crew樂酷．概念合輯》封面繪圖
- 2012年 「金曲獎金曲週」杰威爾JVR展間設計
- 2012年 「2012第九屆台北國際玩具創作大展」參展藝術家[22]（台北華山1914文創園區）
- 2012年 台視電視劇《半熟戀人》劇中角色繪圖、手繪相框
- 2012年 「第二屆台北新藝術博覽會」參展藝術家（台北世貿二館）
- 2013年 「第三屆台北新藝術博覽會」參展藝術家[23]（台北世貿三館）
- 2014年 三立都會台電視劇《女人30情定水舞間》公益馬克對杯設計，為流浪動物發聲[24]
- 2015年 康康執導電影《十萬夥急》海報繪圖、設計[25]
- 2018年 「花果圓滿—2018佛誕特展」畫冊總編

## 綜藝節目
- 2020年  公視 36題愛上你第一季 來賓
- 2022年 TVBS歡樂台台視 來吧！營業中 客人

## 爭議

### 馬偕醫院急診室糾紛
2016年7月25日上午，邱凱偉於個人臉書粉絲團上公開表示，他因身體不適到馬偕紀念醫院掛急診，因當時人多，他等待了超過1小時而禮貌性詢問院方：「因為我有點趕時間坐飛機，所以能否稍微快點？」院方回答：「不能等就不要看啊！」邱凱偉當場二話不說，和另一位等待的病人索性馬上退掛號費，離開不看；並指出：「這樣的人品，憑什麼當醫生，還能以他那尊貴的醫德替人看病？」 
馬偕醫院表示，急診室看診的排序主要是依照患者的緊急與嚴重程度做檢傷分級，病情較嚴重的患者會優先看診，病情程度一樣的患者則依到診先後。急診時有時患者需要等待，如果患者因為個人因素無法等候、而決定退診，院方會尊重個人意願。而受指控馬偕醫院急診室醫生說出「不能等就不要看」這句話，院方則不願做出回應。

#### 粉絲團留言惹議
邱凱偉之後於臉書粉絲團建議刪文的留言回覆「我無所謂，是非分明」，於另一留言串回覆單純是因為態度問題而引發不悅。之後有急診醫師指出，當時的醫師是告知：「你飛機幾點起飛、還有多少時間？如果真的太趕，可以退掛不要看。」（尚待查證）
此外，因原文最後有提到空服人員的服務貼心，被網友認為高燒39度卻搭飛機、還以空服人員與專業醫護人員態度相提並論，有失公允。

#### 粉絲團發文道歉
邱凱偉臉書粉絲團因爭議言論引起諸多網友留言批判、洗版，於7月29日關閉粉絲團。8月29日重新開啟粉絲團，已刪除爭議文章，並發文對先前言論道歉。

#### 公開再次道歉
邱凱偉於11月22日出席電視劇首映會時，面對媒體談起此事，再次向醫護人員道歉。

## 獎項紀錄
| 年份   | 頒獎典禮      | 獎項             | 作品                     | 角色   | 結果 |
| ------ | ------------- | ---------------- | ------------------------ | ------ | ---- |
| 2014年 | 第3屆華劇大賞 | 最佳男演員獎     | 《女人30情定水舞間》     | 林偉中 | 提名 |
| 2016年 | 第5屆華劇大賞 | 最佳接吻獎       | 《大人情歌》             | 何孝權 | 提名 |
| 2016年 | 第5屆華劇大賞 | 最佳螢幕情侶獎   | 《大人情歌》             | 何孝權 | 提名 |
| 2016年 | 第5屆華劇大賞 | 最佳男演員獎     | 《大人情歌》             | 何孝權 | 提名 |
| 2021年 | 第56屆金鐘獎  | 戲劇節目男配角獎 | 《我的婆婆怎麼那麼可愛》 | 蘇秉忠 | 獲獎 |

## 外部連結
- Darren邱凱偉的Facebook專頁
- 邱凱偉的Instagram帳戶
- 浪花兄弟DARREN的新浪微博
- 邱凱偉在香港影庫上的簡介